# QNH
QNH est un code international qui désigne la pression atmosphérique réelle, mesurée en hectopascals à une certaine altitude, et puis convertie au niveau de la mer selon les conditions de l'atmosphère standard. Le QNH est principalement utilisé de nos jours en aéronautique.

## Usage en aéronautique
Pour un article plus général, voir Radionavigation.
En aéronautique, le QNH est la « pression barométrique corrigée des erreurs instrumentales, de température et de gravité et ramenée au niveau moyen de la mer (MSL ou Mean Sea Level) suivant les caractéristiques de l'atmosphère standard ».
En résumé, il faut procéder en deux étapes pour calculer le QNH: 
D'abord, la pression atmosphérique réelle est mesurée en hPa à un certain endroit (un aéroport) situé à une certaine altitude au-dessus du niveau de la mer. Cette mesure de la pression atmosphérique réelle au sol s'appelle le QFE (au sol de l'aéroport, mais en réalité en altitude par rapport au niveau de la mer).
Ensuite, le QNH s’obtient en ramenant au niveau de la mer, cette pression réelle mesurée en altitude. De manière simplifiée et schématique, on peut utiliser la formule 1 hPa par 10 mètres (ou 30 pieds) pour ramener la pression mesurée à l’altitude, à la pression au niveau de la mer (la formule réelle est plus complexe).
Exemple : 
Un aéroport est situé à 90 mètres d’altitude et a un pression réelle mesurée au sol (QFE) de 1018 hPa. Le QNH est alors  de 1027 hPa et s'obtient ainsi:  1018 hPa mesuré + 1 hPa par 10 mètres d’altitude (soit 9 hPa pour 90 mètres). La pression diminue avec l’altitude et inversément elle augmente quand on se rapproche du niveau de la mer. La pression ramenée au niveau de la mer est alors plus élevée que la pression réelle mesurée en altitude.
Usage pratique
Les stations météorologiques et les aéroports calculent régulièrement le QNH et le mettent à jour dans les bulletins. Le QNH se retrouve notamment dans un METAR. 
Cette valeur sert au calage altimétrique de l'altitude de vol d'un aéronef: Les pilotes utilisent cette information pour ajuster leurs altimètres avant le décollage et pendant l’approche finale, assurant ainsi une navigation sûre et précise. Le QNH régional est utilisé en dessous d’une certaine hauteur, dite hauteur de transition. Au-dessus de cette altitude, l'altimètre est calé sur la pression standard de 1013,2 hPa.
En pratique, les QNH étant donnés en référence à un seuil de piste d'aéroport, lorsqu'un altimètre est calé sur le QNH, il affiche l'altitude géographique lorsqu'on se trouve sur le seuil de piste en question: dans l'exemple ci-dessus, l'avion au sol sur la piste affichera une altitude de 90 mètres.
Cette information est importante car selon les aérodromes la pression atmosphérique peut se montrer différente. Les indications portées sur l'altimètre de l'aéronef peuvent donc être erronées si la correction n'est pas apportée, d'ou l'importance d'obtenir un QNH régional ou local lors de la préparation du vol.

Points de référence verticale en Europe

## Origine et signification
Le code QNH trouve son origine dans deux sources distinctes :

### Les codes Q
D'abord, les Codes Q inventés par l'administration britannique en 1909 : il s'agit d'une liste d'abréviations de 3 lettres utilisés pour faciliter les radiocommunications en morse, qui devinrent un standard international en 1912. Les codes QAA à QNZ furent assignés à l'aéronautique  dans un ouvrage du Ministère de l'Air britannique publié en 1937, puis furent retirés du manuel des codes de l'organisation internationale de l'aviation civile (Doc 8400 - Procedures for Air Navigation Services - ICAO Abbreviations and Codes) en 1999, à l'exception de quelques-uns tels que le QNH.
Il faut noter que lettre Q n'a pas de signification conventionnelle, mais on lui attribue souvent le sens de "question" ou "query". Ce n'est pourtant pas exact. En morse, une question en code Q doit être obligatoirement précédée des lettres INT (pour "interrogation") ou suivie du symbole "?", la réponse étant elle précédée du code Q. Par exemple on demandera "INT QNH" ou "QNH?" ; et la réponse sera "QNH", suivi(es) des chiffres du niveau de pression barométrique.

### La ville de Newlyn
La seconde origine de QNH provient de la ville britannique de Newlyn, dans les Cornouailles. Afin de mesurer la hauteur moyenne du niveau de la mer, la ville fut choisie par le gouvernement britannique en raison de sa proximité immédiate avec l'océan. La hauteur moyenne fut mesurée toutes les heures sur une durée de 6 ans de 1915 à 1921,. Le chiffre relevé, nommé "Ordnance Datum Newlyn" (ODN) devint le point de référence officiel de la hauteur moyenne des mers "Mean Sea Level" (MSL) pour l'Angleterre, ce qui correspond au point zéro altimétrique des cartes anglaises,.

### Signification
L'abréviation QNH signifie donc "Q Newlyn Height", ce qui signifie "quelle est la hauteur à Newlyn"?  Une autre explication propose "Q Newlyn Harbour", ce qui n'est pas impossible puisque l'observatoire de Newlyn se trouve à l'une des extrémités du port de pêche. Il existe d'autres explications plus ou moins fantaisistes, parmi lesquelles "Q Nautical Height" ou "Q Nil Height", ou "Nil" signifie "zéro" mais il s'agit d'adaptations ("Nil" est ainsi utilisé en Australie, très loin de Newlyn) ou de simples moyens mnémotechniques.